# Friedrich Grünanger

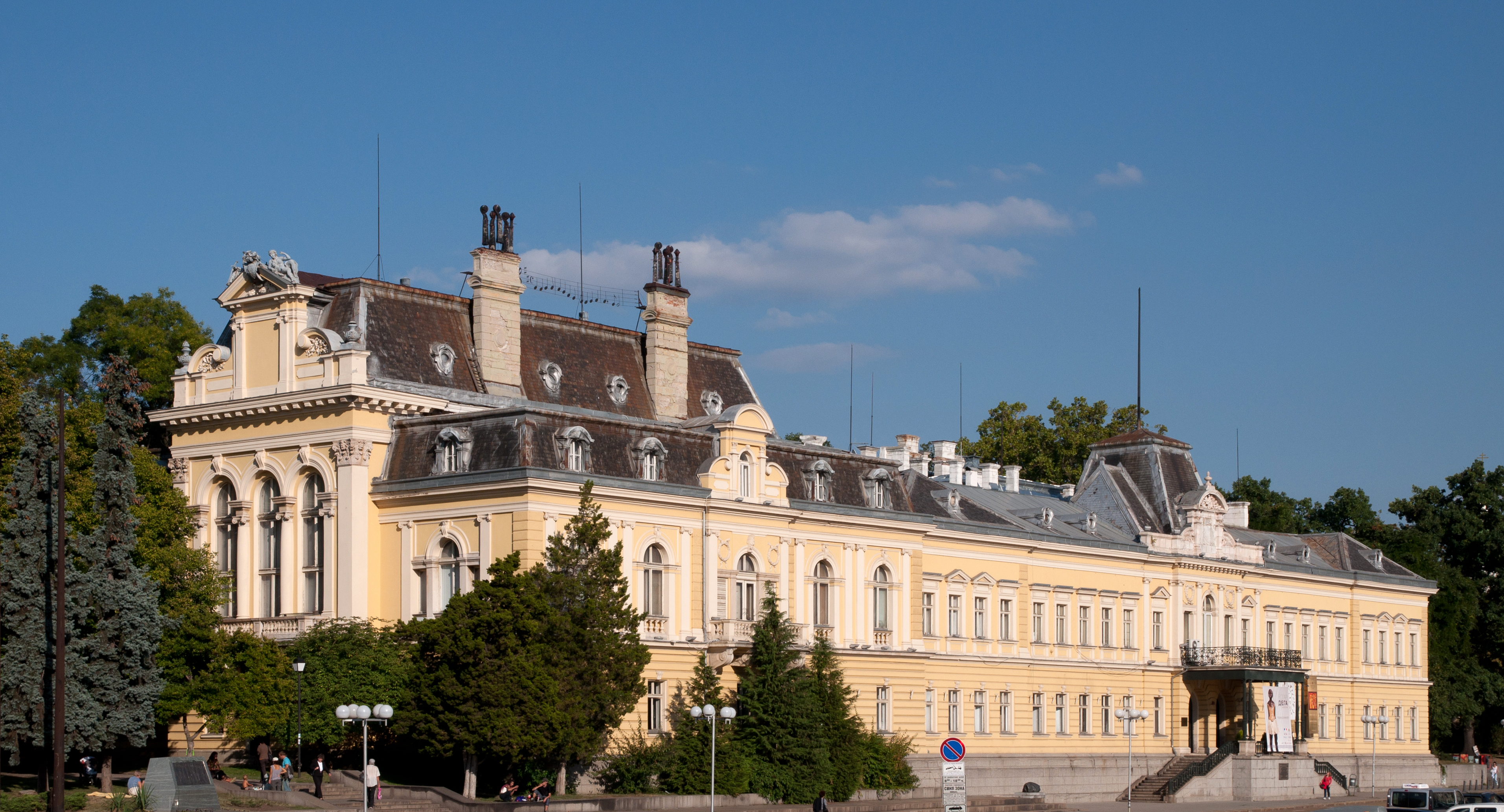
El anterior Palacio Real en Sofía.

Friedrich Grünanger (25 de enero de 1856 - 14 de diciembre de 1929) fue un arquitecto austrohúngaro que trabajó principalmente en Bulgaria.
Nacido en Schäßburg en Austria-Hungría (actualmente Sighişoara en Rumania), Grünanger estudió en la escuela de arquitectura de la Academia de Bellas Artes de Viena entre 1877 y 1879, bajo las enseñanzas de Friedrich von Schmidt. En estilo, era un representante del historicismo tardío, el estilo ecléctico, el neobarroco vienés y la Secesión de Viena.
En 1879, fue seleccionado en la Dirección de Edificios Públicos, parte del Ministerio Búlgaro de Asuntos Interiores, y se convirtió en Arquitecto Jefe de Razgrad, y más tarde arquitecto de corte del Príncipe (Knyaz) Alejandro de Bulgaria y su sucesor Fernando. Durante sus treinta años de trabajo en Bulgaria, diseñó y construyó numerosos edificios remarcables, públicos y residenciales, principalmente en Sofía. En 1908 retornó a Austria-Hungría y se retiró a Salzburgo, aunque brevemente volvió a Bulgaria entre 1911 y 1914 hasta la interrupción de su trabajo en el país por el estallido de la I Guerra Mundial.

## Obras
Esta es una lista incompleta de obras destacadas por Friedrich Grünanger.
- Razgrad
  - Mausoleo de los Combatientes Rusos (1879-1880).
  - Escuela Secundaria de Razgrad, hoy Escuela Secundaria Exarca José de Lenguas Extranjeras.
- Rousse
  - Edificio del gobierno regional y palacio del príncipe (Knyaz) Alejandro (cooperación), hoy es el Museo de Historia Regional de Rousse (1879-1882); primer edificio gubernamental en Bulgaria para este propósito después de la Liberación en 1878.
  - Primera torre de obserbación naval y estación meteorológica en Bulgaria (1883).
- Sofía
  - Palacio Real de Bulgaria (hoy alberga la Galería Nacional de Arte y el Museo Nacional Etnográfico) (1880-1882). En 1893/4-1895 construyó el ala este de tres plantes y le dio al palacio su apariencia actual.
  - Casa privada de dos plantas con una mansarda para Anna Pulieva (1899).
  - Casa Sarmadzhiev: casa privada para Haralambi Sarmadzhiev (ahora residencia del embajador turco).
  - Academia Espiritual de Sofía (ahora Facultad de Teología de la  Universidad de Sofía); cooperación con otros arquitectos.
  - Seminario de Sofía con la Iglesia de San Juan de Rila (1902-1914).
  - Sinagoga de Sofía (1904-1909).
  - Baños Minerales de Sofía (1904); diseño preliminar con el arquitecto Petko Momchilov.
  - Parque del Colegio del Personal de Defensa (1906).
  - Casa Yablanski: casa privada para Dimitar Yablanski (1907) (hasta 1993 Embajada china, ahora un lujoso club-restaurante).
- Varna
  - Escuela secundaria masculina
- Kyustendil
  - Instituto de profesores (ahora Ayuntamiento).

## Galería

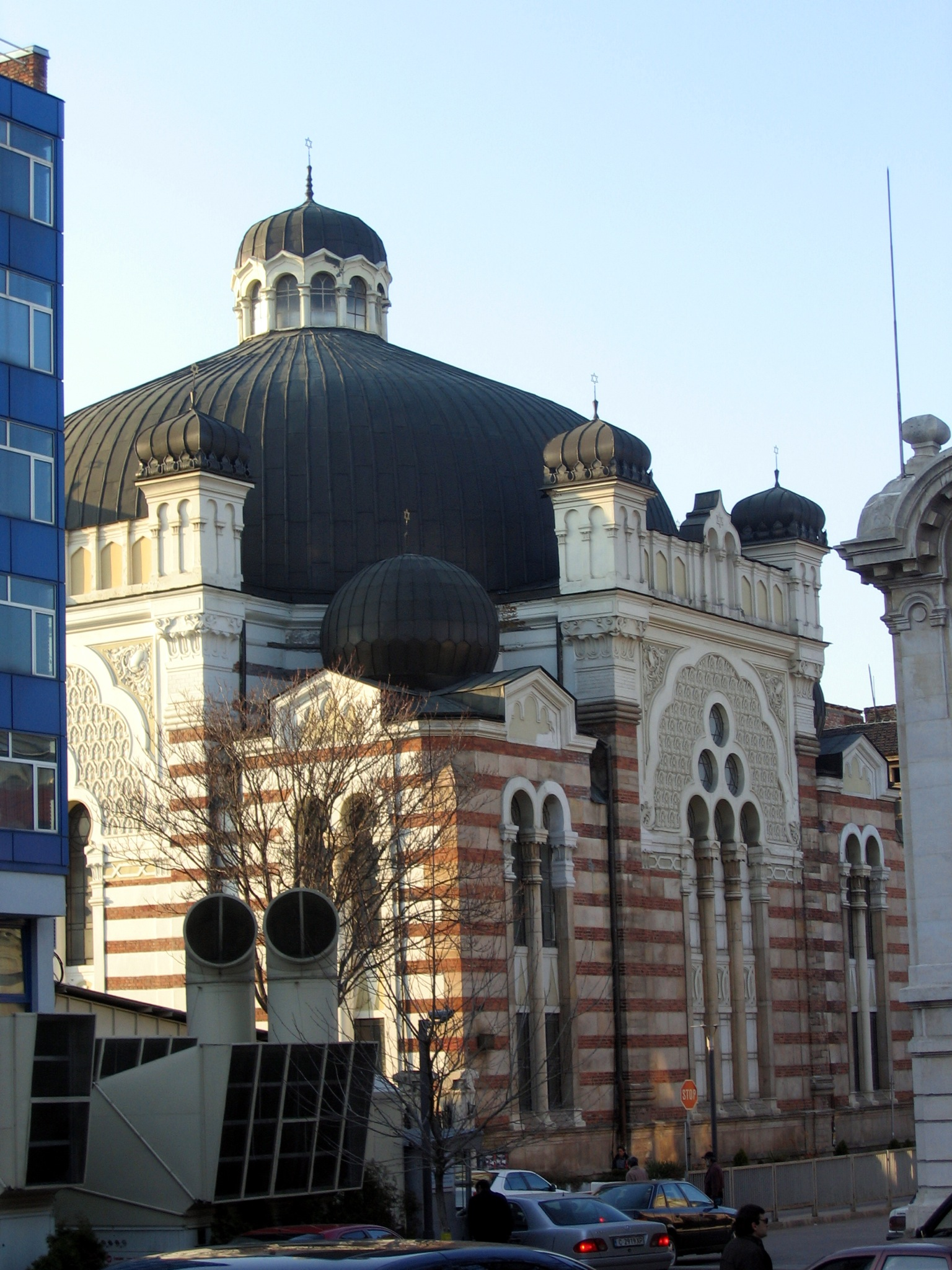
La Sinagoga de Sofía, construida en estilo neomorisco
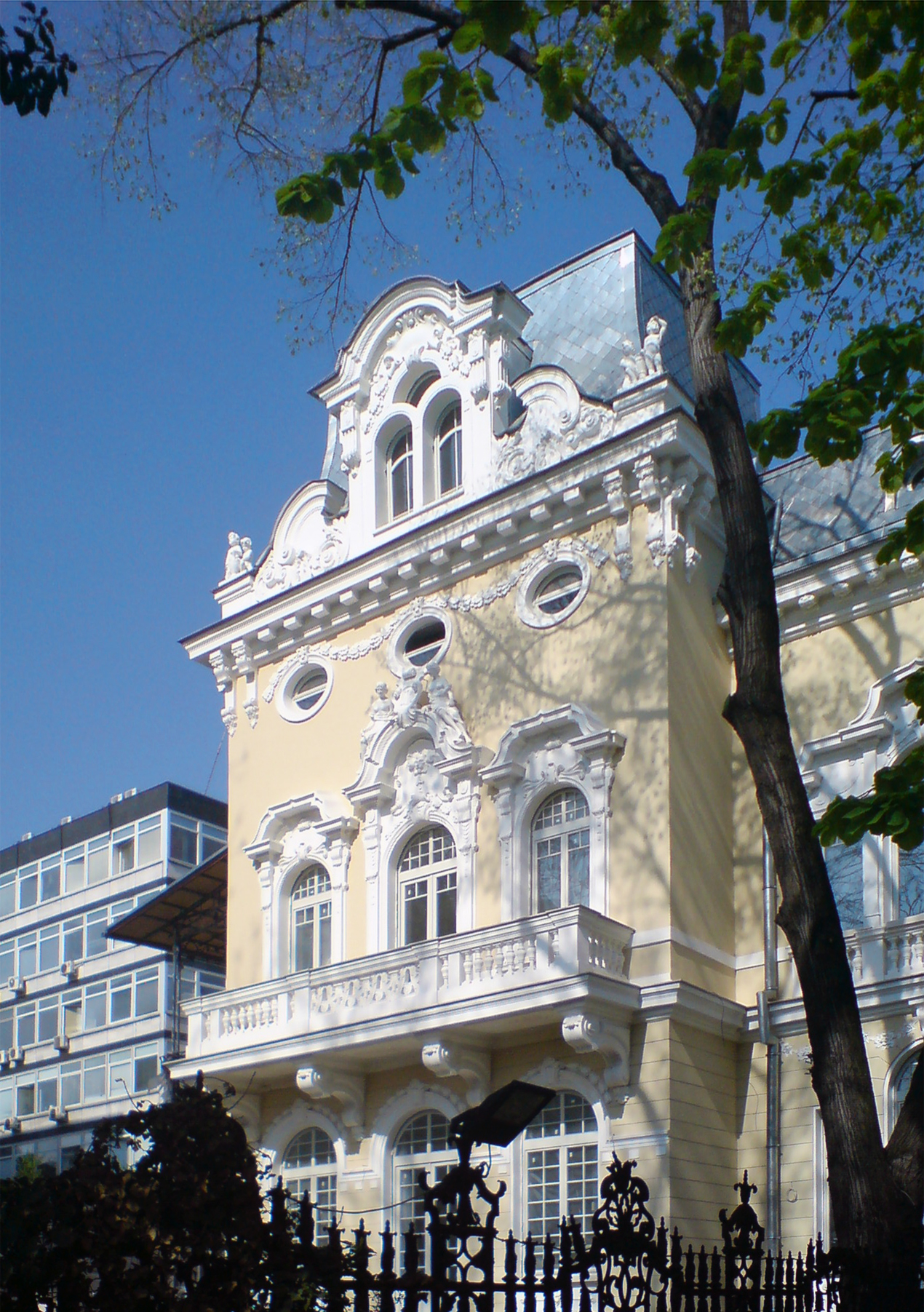
La Casa Yablanski
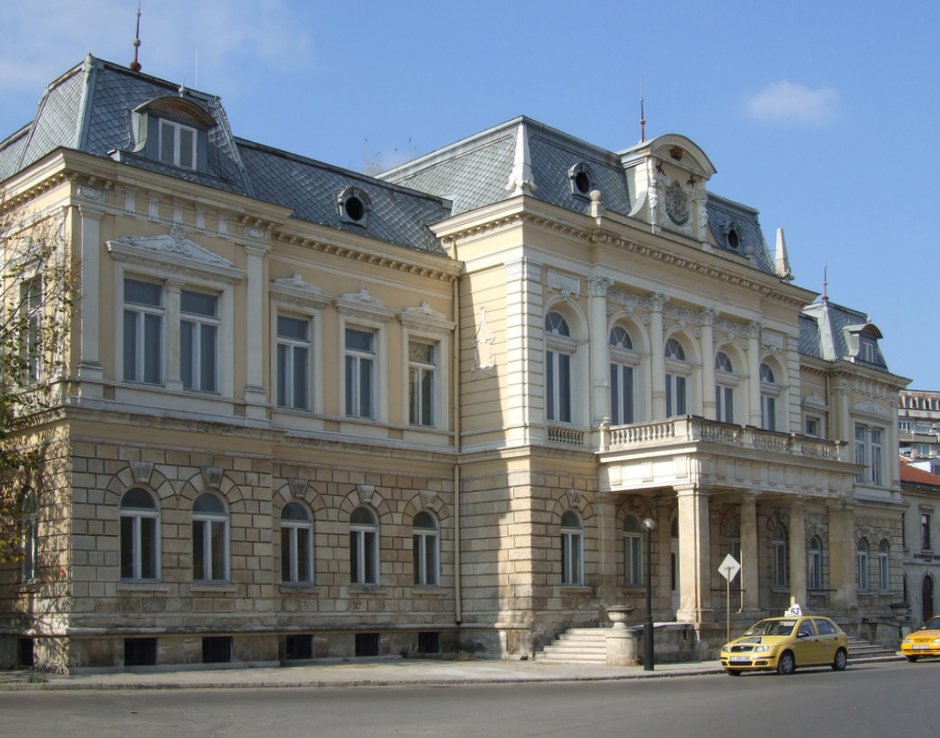
El Palacio Battenberg en Rousse
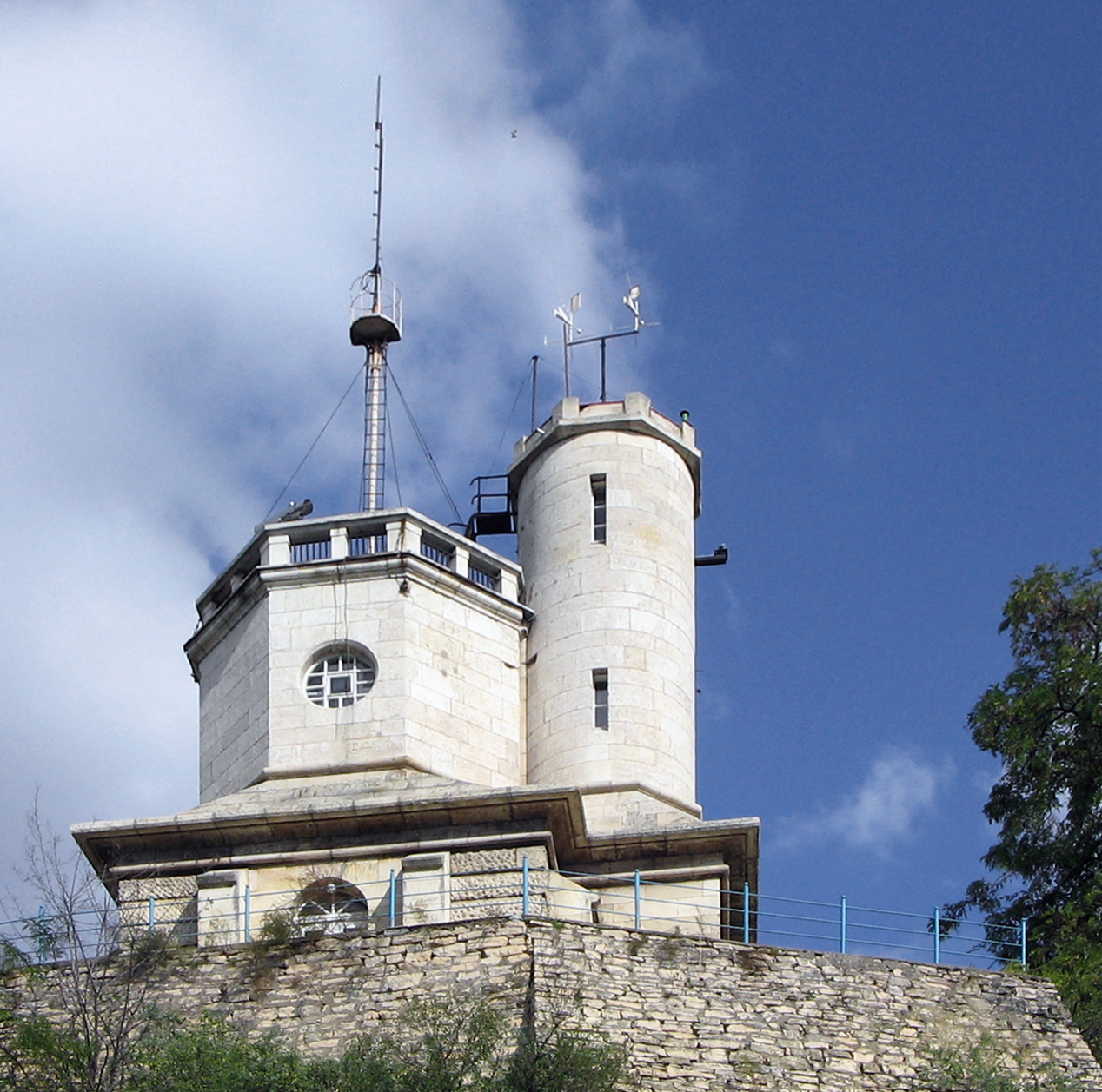
Estación meteorológica en Russe
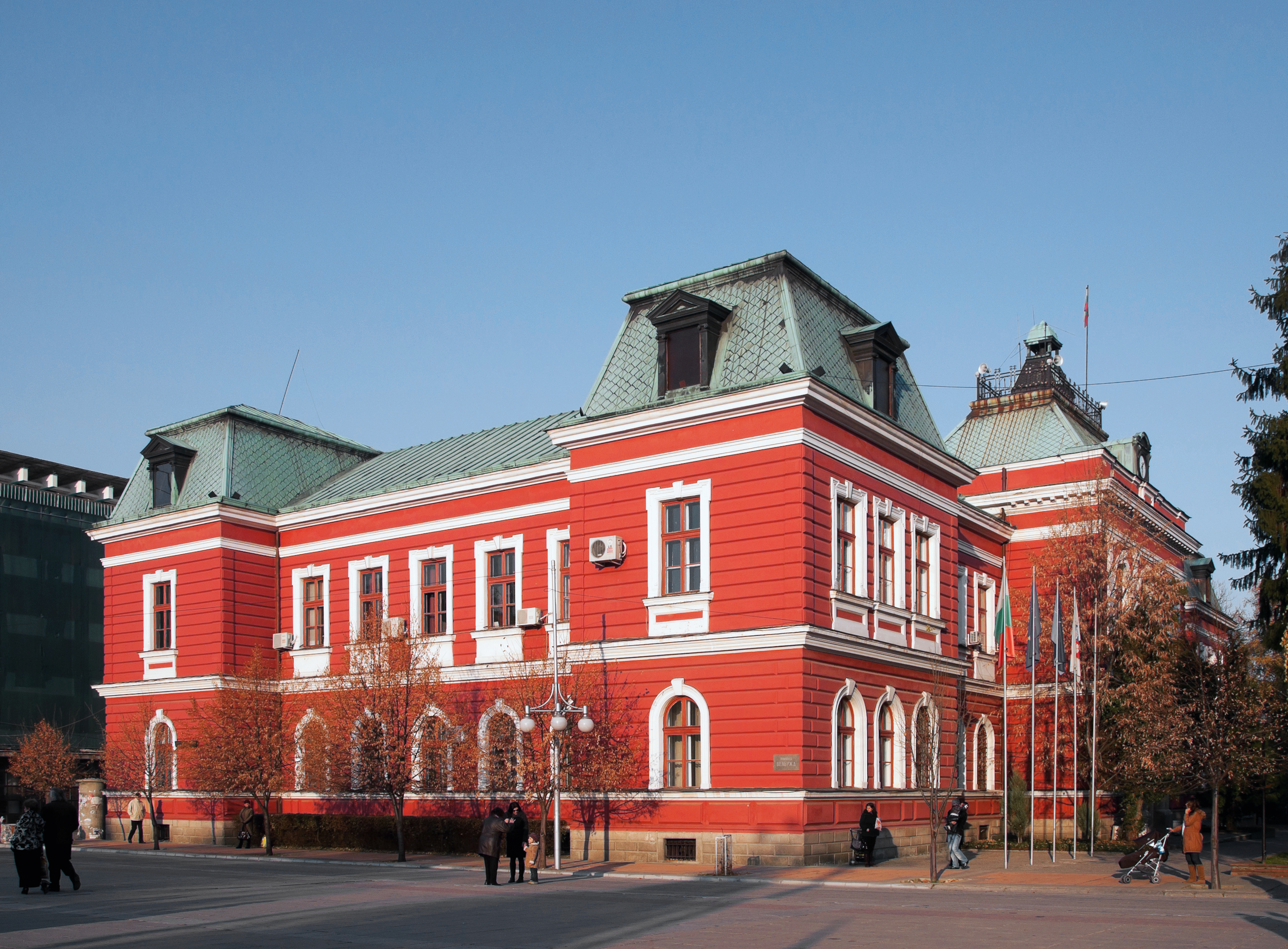
Ayuntamiento de Kyustendil
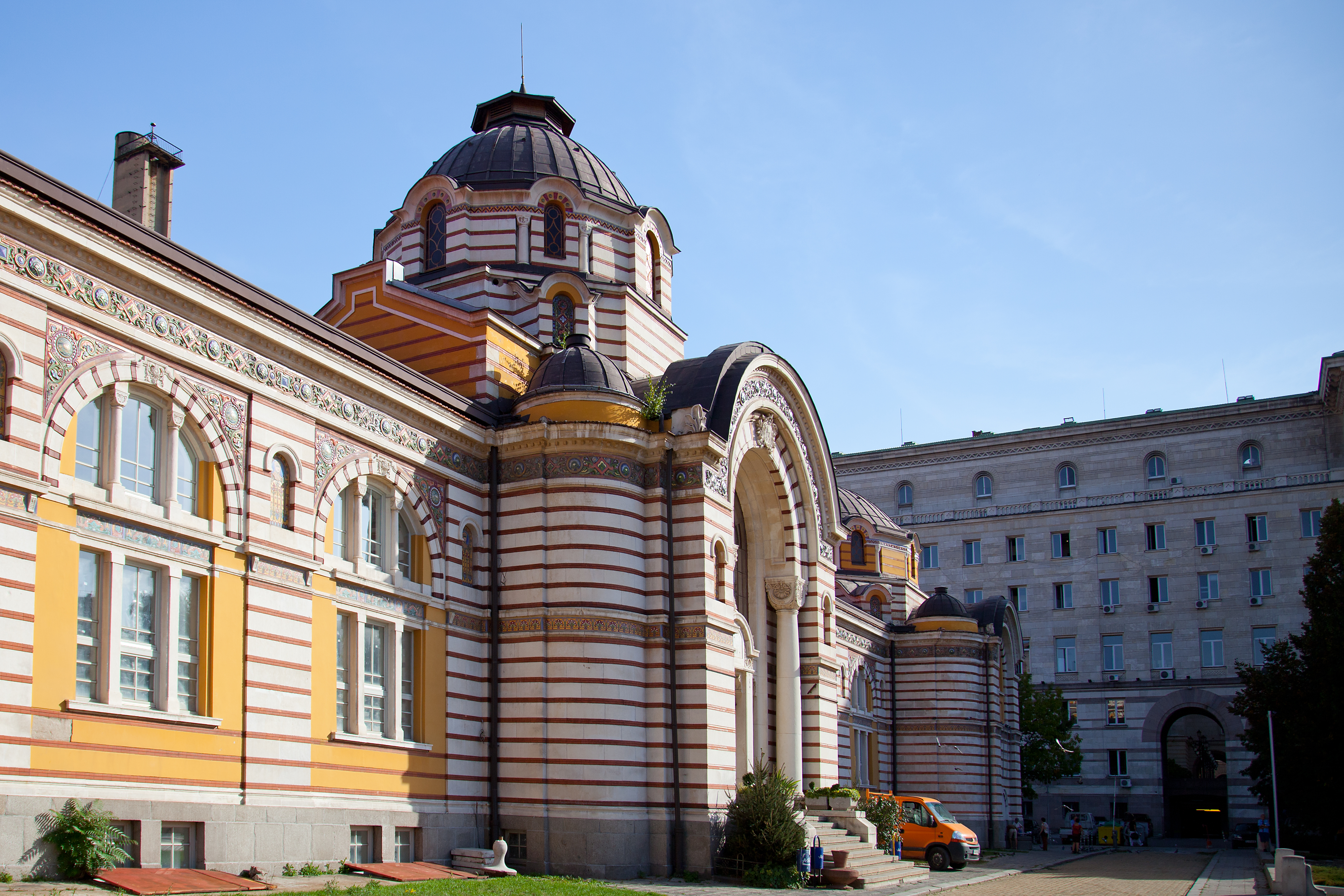
Baños Minerales Públicos de Sofía